# 仇世婦
仇世婦（きゅうせいふ、生没年不詳）は、冉魏の皇帝冉閔の世婦（側室）。

## 生涯
馮翊郡重泉県の人。仇嵩の長女として生まれた。容色が優れており、はじめ冉閔の後宮に入って、世婦となった。
冉魏の永興3年（352年）、冉閔が前燕の慕容儁に敗れると、捕虜となった。仇氏は部将の慕容勝（後の豆盧勝）に妻として下賜され、のちに盧魯元を生んだ。
従兄弟の仇洛斉（仇嵩の妹の子）は北魏の宦官になった。弟の仇広の孫娘（仇牛の娘）は北魏の南安王拓跋楨の妻で章武王元彬の母。

## 伝記資料
- 『魏書』巻94 列伝第82
- 『北史』巻92 列伝第80